# 2. Fallschirmjäger-Division (Wehrmacht)
Die 2. Fallschirmjäger-Division war ein Großverband der Luftwaffe der deutschen Wehrmacht während des Zweiten Weltkrieges.

## Geschichte
Die 2. Fallschirmjägerdivision wurde 1943 bei Vannes in der Bretagne gebildet.
Der erste Einsatz der Division erfolgte zunächst im Italienfeldzug, in dem sie unter anderem mit dem Unternehmen Eiche den von der neuen italienischen Regierung festgesetzten Diktator Mussolini befreite.
Gegen Jahresende 1943 wurde sie teilweise nach Griechenland verlegt, um im Dodekanes-Feldzug die Ägäisinsel Leros einzunehmen. Danach wurde sie an die Ostfront verlegt, wo sie der neu gebildeten 6. Armee unterstellt wurde. Dort kämpfte sie bis zur Verlegung nach Frankreich, wo sie 1944 an der Schlacht um Brest teilnahm und im September vernichtet wurde. Im Oktober desselben Jahres wurde sie aber bereits wieder aufgestellt und kämpfte zunächst in Holland und bei der Verteidigung des Rheinsektors.
Im April 1945 ergab sich die Division im Ruhrkessel den Alliierten.

### Kriegsverbrechen

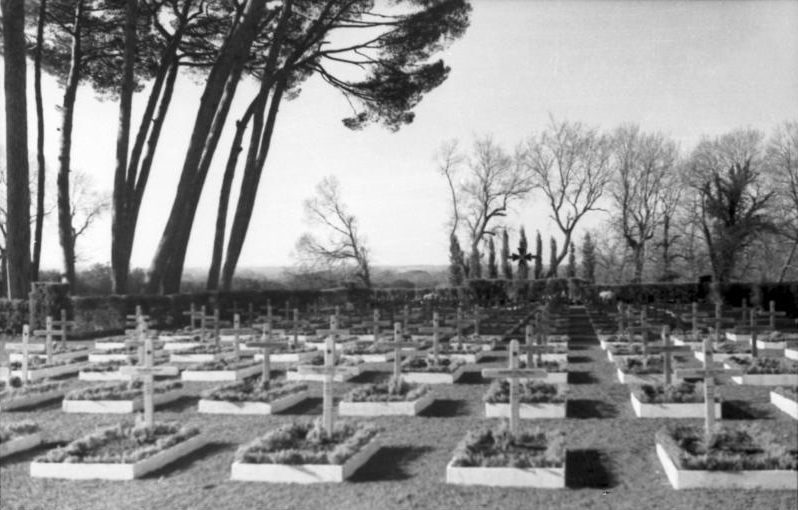
Soldatenfriedhof der 2. Fallschirmjäger-Division in Italien, 1943

Grundsätzlich waren alle Angehörige der Division, wie z. B. auch die der Division Brehmer und die der 157. Reserve-Division,  für „Bandenkampfmaßnahmen“ im März 1944 durch das französische Armeeministerium im Frühjahr 1946 zu Kriegsverbrechern erklärt worden.

## Gliederung
| 1943                                                                                      | 1944                                                                                       |
| ----------------------------------------------------------------------------------------- | ------------------------------------------------------------------------------------------ |
| - Fallschirm-Jäger-Regiment 2 - Fallschirm-Jäger-Regiment 7 - Fallschirm-Jäger-Regiment 6 | - Fallschirm-Jäger-Regiment 2 - Fallschirm-Jäger-Regiment 7 - Fallschirm-Jäger-Regiment 23 |
|                                                                                           | - Fallschirm-MG-Bataillon 2                                                                |
|                                                                                           | - Fallschirm-Flak-Abteilung 2                                                              |
| - Fallschirm-Artillerie-Regiment 2                                                        |                                                                                            |
| - Fallschirm-Panzer-Jäger-Abteilung 2                                                     |                                                                                            |
| - Fallschirm-Pionier-Bataillon 2                                                          |                                                                                            |
| - Luftnachrichten-Abteilung der Fallschirm-Jäger-Division 2                               |                                                                                            |
| - Fallschirm-Sanitäts-Abteilung 2                                                         |                                                                                            |

## Kommandeure
| Damaliger Rang  | Name             | Zeitraum                     |
| --------------- | ---------------- | ---------------------------- |
| Generalleutnant | Bernhard Ramcke  | Februar bis September 1943   |
| Generalmajor    | Walter Barenthin | September bis November 1943  |
| Generalleutnant | Gustav Wilke     | November 1943 bis März 1944  |
| Generalmajor    | Hans Kroh        | März bis Juni 1944           |
| Generalleutnant | Bernhard Ramcke  | Juni bis August 1944         |
| Generalmajor    | Hans Kroh        | August bis November 1944     |
| Generalleutnant | Walter Lackner   | November 1944 bis April 1945 |

## Bekannte Divisionsangehörige
- Erich Pietzonka (1906–1989), Kommandeur des Fallschirmjäger-Regiments 2 und Fallschirmjäger-Regiments 7

- Walter Gericke (1907–1992), war von 1962 bis 1965, als Generalmajor, Kommandeur der 1. Luftlande-Division des Heeres der Bundeswehr
- Friedrich August Freiherr von der Heydte (1907–1994), war ein Brigadegeneral der Reserve des Heeres der Bundeswehr und von 1966 bis 1970 Mitglied des Bayerischen Landtags für die CSU